# Saison 2 d'Alice Nevers : Le juge est une femme
Chronologie
Saison 1 Saison 3
Cet article présente les épisodes de la deuxième saison de la série télévisée Alice Nevers : Le juge est une femme.

## Distribution
- Marine Delterme : Alice Nevers, juge d'instruction
- Arnaud Binard : Lieutenant Sylvain Romance
- Jean Dell : Édouard Lemonnier, greffier
- Alexandre Brasseur : Lieutenant Guérand
- Anne-Marie Philipe : La présidente du tribunal
- Daniel-Jean Colloredo : Le médecin légiste (épisodes 1 et 3)

## Liste des épisodes

### Épisode 1:Mort en salle
- France : 29 septembre 2003 sur TF1

- France : 6,56 millions de téléspectateurs (28.6 % de part de marché)[réf. nécessaire] (première diffusion)

- Élisabeth Depardieu : Solange Sheipar
- Paul Barge : Père d'Alice
- Ticky Holgado : Peps
- Myriam Moraly : Laeticia Milano
- Franck Gourlat : Franck Mattot
- Jean-François Vlérick : Dan
- Valérie Maës : Angie
- Frédéric Bouraly : Policier Cavazzi

### Épisode 2:Mort d'une fille modèle
- France : 3 mai 2004 sur TF1

- France : 8,09 millions de téléspectateurs (34.2 %)[réf. nécessaire] (première diffusion)

- Sophie-Charlotte Husson : Mme Drangier
- Andréa Ferréol : Betty
- Linda Hardy : Manon
- Natalia Dontcheva : Natacha
- Paul Bandey : Barry
- Guillaume Cramoisan : Roberto
- Christophe Guybet : M. Drangier
- Cécile Lecomte : Vendeuse 1
- Carmen Brown : Vendeuse 2
- Jordy Serras : Publicitaire
- Murany Kovacs : Pacaline
- Yasna Zivanovic : Irina
- Dimitri Rafalsky : Père de Manon
- Guylaine Laliberte : Maryvonne Rivaliere
- Fabienne Dalphin : Concierge
- Thierry Angelvy : Caissier
- Marie-Amélie Arnaud : Hôtesse accueil clinique
- Philippe Duchesnay : Gardien box
- Pascal Wyn : Avocat Barry
- Maryline Brucy : Mme Mazelier
- Jean-Jacques Do Santos : M. Mazelier
- Florence Moda : Mme Visq
- Sylvain Clément : M. Visq

### Épisode 3:Les Risques du métier
- France : 7 juin 2004 sur TF1

- France : 7,44 millions de téléspectateurs (34.7 %)[réf. nécessaire] (première diffusion)

- Daniel Russo : Commissaire Duval
- Patrick Fierry : Paul Ravier
- François Duval : Gauthier
- Lisa Martino : Ghislaine Morel
- Éric Thomas : Bronek
- Lilah Dadi : Alfaoui
- Pierre Pellet : Lieutenant Franck Morel
- Philippe Héliès : Fournisseur
- Soria Moufakkir : Nourrice
- Sullivan Sebag : Enfant Morel 1
- Kevin Kassabi : Enfant Morel 2
- Jean-Yves Chilot : Avovcat Ravier
- Olivier Rousset : Serge
- Tsuyu Bridwell : Elisabeth
- Jean-Pierre Lazzerini : Le patron de café
- Jeff Bigot : OPJ Assassinat Ravier
- Hubert Saint-Macary : Docteur Boivin
- Jacques Penot : Thomas
- Édouard Pretet : Kiosquier
- Yvan Garouel : Prêtre
- France Arnauld : Patronne agence